# جعفر النمر
آية الله السيد جعفر بن محمد بن ناصر النمر (وُلِد سنة 1389 هـ الموافق 1970م) فقيه سعودي شيعي.

## حضوره البحث الخارج
حضر الدراسات العليا (البحث الخارج) في عام 1412 هـ، الأصول والفقه لدى:
- حسين وحيد الخراساني
- محمد الفاضل اللنكراني

## درس الفلسفة والعرفان
- السيد كمال الحيدري - كتاب النهاية
- الشيخ الأنصاري الشيرازي من تلامذة العلاّمة الطباطبائي - كتاب المنظومة
- الشيخ محمد تقي المصباح اليزدي - كتاب البرهان والإلهيات من الشفاء
- الشيخ عبد الله الجوادي الآملي - كتاب الأسفار وكتاب تمهيد القواعد وفصوص الحكم

وقد باشر التدريس في كثير من المواد العلمية ككتب المنطق وكتاب اللمعة الدمشقية ودروس في علم الأصول المسمى بالحلقات والكفاية والمكاسب والبيع والخيارات ونهاية الحكمة في الفلسفة والمنظومة في الحكمة كتاب تمهيد القواعد في العرفان

## تدريسه البحث الخارج
في عام 1421 هـ شرع في تدريس البحث الخارج أعلى درجة علمية في الحوزة الشيعية فقهاً وأصولاً لعدد من الفضلاء في الحوزة العلمية بمدينة قم.

## مؤلفات
- بحوث استدلالية (الخلل في الصلاة) جزء أول - مطبوع2007م
- دروس من القرآن الكريم مطبوع2006م

ضمن فصول أربعة:
- - الفصل الأول وفيه بحثان:
    - البحث الأول: معرفة القرآن بالقرآن.
    - البحث الثاني: حقيقة الكتاب.

  - الفصل الثاني وفيه ثلاث بحوث:
    - البحث الأول: التدبر والتفسير.
    - البحث الثاني: كيفية التدبر.
    - البحث الثالث: المعين علي التدبر.

  - الفصل الثالث وفيه ثلاث بحوث:
    - البحث الأول: التوحيد والولاية في القرآن.
    - البحث الثاني: التوحيد والولاية.
    - البحث الثالث: الولاية في القرآن.

  - الفصل الرابع حول الشفاعة.
- قاعدتان فقهيتان( قاعدة ضمان المثلي و القيمي/ قاعدة سوق المسلمين ) مطبوع2006م

يكثر اليوم الحديث عن التعامل في سوق البلاد الإسلامية مع كثرة العاملين من غير المسلمين مع الضرورة الملحة للتعامل في هذه الأسواق, هذا الكتاب يبين موقف أهل البيت (ع) في التعامل مع أهل السوق من غير المسلمين وكيفية التعامل مع ما يأخذه منهم من حيث الطهارة وجواز الأكل وصحة الصلاة في اللباس ونحو ذلك.
وفي القاعدة الثانية يتعرض لضمان التالف واشتراط كونه بالمثل.كل ذلك بعرض تخصصي يتناسب مع الدروس العليا في الحوزات العلمية.
- الصلاة (بداية كتاب الصلاة إلى نهاية المواقيت) -تقريرا لدرسه (بحث خارج - فقه)http://www.raoofonline.com بقلم الشيخ مرتضى الباشا - مطبوع2005
- جدلية الثابت والمتغير في ضوء القرآن الكريم)-ملتقى القرآن الكريم الرابع بسيهات، مطبوع2006م

## دروس ومحاضرات ثقافية
- بحث خارج الفقه - (كتاب الصلاة) 44 محاضرة
- بحث خارج أصول الفقه - (الإمارات والحجج الشرعية) 107 محاضرة
- دروس المكاسب-كتاب البيع 51 درس
- كتاب المكاسب-البيع 25درس
- دروس في الفلسفة الإسلامية - كتاب المنظومة للملا هادي السبزواري 119 درس
- محاضرات في تفسير القرآن الكريم - سورة الأنعام 30 محاضرة

محاضرات في العقائد:
التوحيد
- محاضرات في العقائد-التوحيد 9 محاضرات

النبوة
- بحوث في النبوة-5 محاضرات
- بحوث في النبوة-8محاضرات

الإمامة
- بحوث في الإمامة-26 محاضرة
- محاضرات ثقافية إسلامية